# The Fugitive (phim 1993)
The Fugitive (Kẻ đào tẩu) là một bộ phim hành động - hình sự Mỹ phát hành năm 1993, dựa trên bộ phim truyền hình cùng tên năm 1960. Bộ phim được đạo diễn bởi Andrew Davis với các diễn viên chính Harrison Ford và Tommy Lee Jones.
Khi Bác sĩ Richard Kimble (Ford) bị oan sai cho cái chết của vợ mình, và thoát khỏi nhà giam liên bang, ông được tuyên bố là một kẻ vượt ngục. Ông đã truy tìm bằng chứng chứng minh mình vô tội và đem những thủ phạm đích thực ra trước công lý trong khi bị sự truy bắt bén gót của cảnh sát Liên bang, dẫn đầu bởi Đặc vụ Samuel Gerard (Jones).

## Nội dung

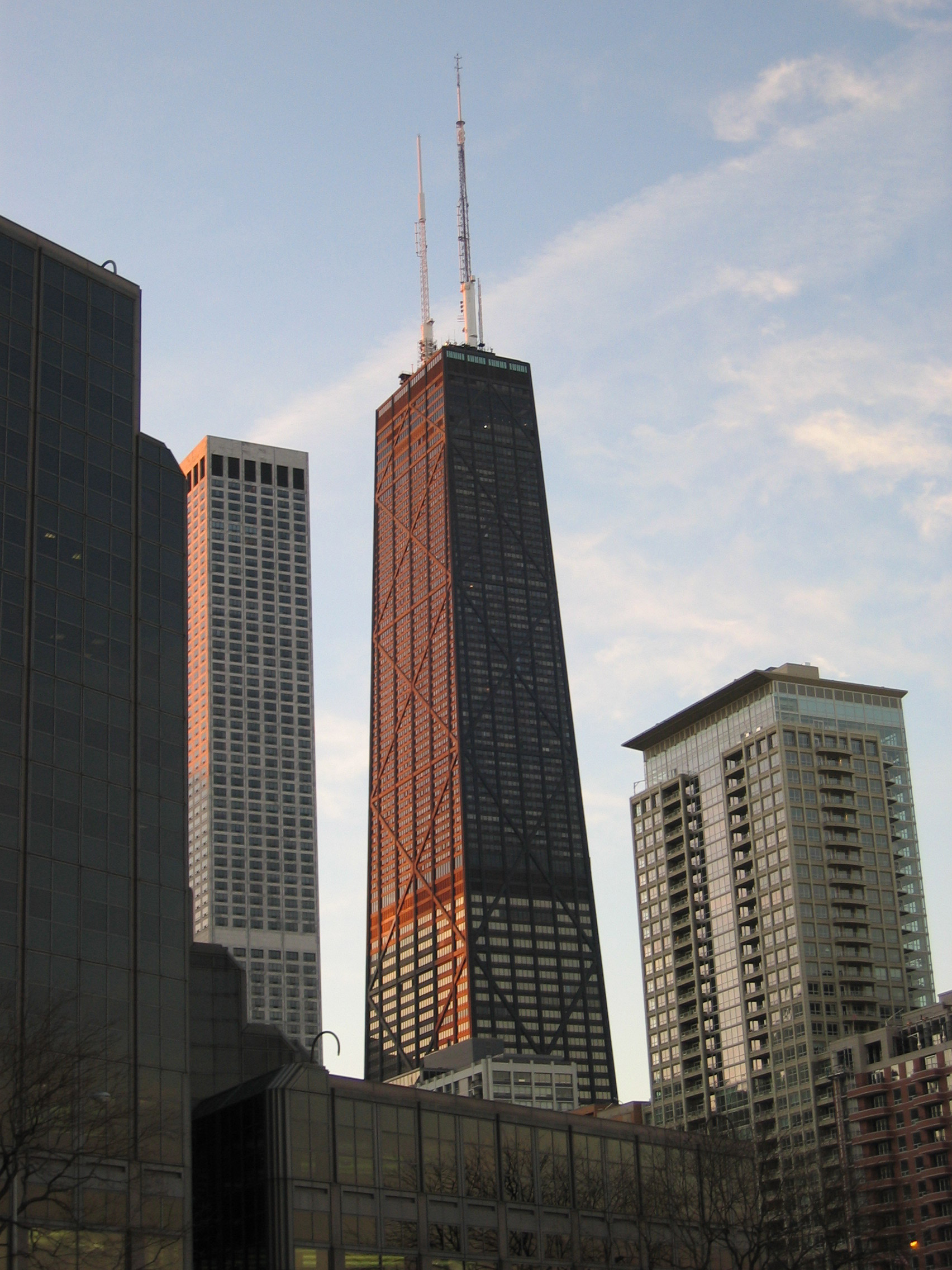
Chicago, Illinois, nơi xảy ra cốt truyện trong phim.

Richard Kimble (Ford), một bác sĩ phẫu thuật ở Chicago, trên đường về nhà với người vợ xinh đẹp của mình, Helen (Ward), bị thương trong khi chống lại người đàn ông có một cánh tay giả đột nhập. Kimble vào nhà và phát hiện hung thủ tấn công vợ mình. Mặc dù đấu tranh để khuất phục kẻ giết người, nhưng Kimble chỉ kịp nhìn mặt kẻ tấn công ngã xuống cầu thang và trốn thoát. Thiếu bằng chứng của vụ đột nhập, Kimble lại là người thụ hưởng khoản tiền bảo hiểm có giá trị của Helen và một hiểu lầm trong cuộc gọi 9-1-1, kết quả trong phiên tòa xử án ở Chicago, ông bị khép tội giết người cấp độ 1. Trên đường vận chuyển những tử tù bằng một chiếc xe buýt, những người bạn tù cố gắng tìm cách trốn thoát. Kết quả hỗn loạn trong khi các cảnh sát canh giữ tù nhân bị thương và người lái xe bị đạn lạc giết chết, làm xe buýt rơi xuống một con dốc và nằm chắn ngang đường ray của một đoàn tàu đang đi tới. Kimble vừa kịp thoát khỏi sự va chạm hủy diệt làm đoàn tàu trật ray đổ nhào và chạy khỏi hiện trường. Đặc vụ Tư pháp Samuel Gerard (Jones), và các đồng nghiệp của ông Renfro (Pantoliano), Biggs (Roebuck), Newman (Wood) và Poole (Caldwell), đến hiện trường xảy ra tai nạn và lên kế hoạch bắt lại những tù nhân đã trốn thoát. Kimble lẻn vào bệnh viện để điều trị vết thương và thay đổi diện mạo của mình, sau đó ông lên một xe cứu thương để trốn chạy.
Kimble trở lại Chicago để truy tìm kẻ giết vợ mình và bí mật nhận tiền từ người đồng nghiệp, Bác sĩ Charles Nichols (Krabbe). Cải trang thành người lao công, Kimble vào bộ phận làm giả các chi của Bệnh viện Cook County để có được danh sách những người đáng nghi có cánh tay giả vào viện sửa chữa sau khi giết người. Lần theo thông tin cảnh sát xác nhận nơi ở gần đây của Kimble, Gerard phỏng đoán rằng Kimble đang tìm kiếm người đàn ông một tay. Sau đó, Kimble đột nhập vào nơi ở của một cựu nhân viên an ninh tên là Frederick Sykes (Katsulas) và phát hiện ra người đàn ông này là kẻ giết vợ mình. Ông cũng biết được Sykes làm việc cho một công ty dược phẩm tên Devlin-MacGregor, dự kiến sẽ phát hành một loại thuốc mới gọi là Provasic. Kimble đã điều tra dược phẩm và phát hiện nó gây phản ứng phụ cho gan khi sử dụng, điều này sẽ không được FDA chấp thuận. Ông cũng suy luận rằng Nichols, người đang dẫn đầu sự phát triển của dược phẩm, sắp xếp che đậy và ra lệnh cho Sykes giết mình, và điều này đã gây ra cái chết bất đắc dĩ của vợ mình. Gerard, sau cuộc gọi của Kimble từ nhà của Sykes, đã rút ra những kết luận tương tự khi được Kimble dụ đến hiện trường (nhà của Sykes).
Sau đó Kimble lên một chuyến tàu điện để đi vạch trần âm mưu của Nichols tại hội thảo giới thiệu về dược phẩm mới trong một khách sạn, Sykes xuất hiện và tấn công ông trên tàu. Trong cuộc đối đầu sau đó, Sykes bắn một cảnh sát trước khi bị Kimble đấm mạnh vào mặt và còng tay vào một tay nắm trên cửa tàu. Kimble đến hội thảo và làm gián đoạn bài phát biểu của Nichols, cáo buộc hắn làm sai lệch báo cáo của mình và buộc tội Nichols là kẻ sát nhân. Họ bắt đầu ẩu đả trong khi bị truy đuổi bởi nhóm của Gerard. Trong cuộc đối đầu 3 bên trong tầng giặt ủi của khách sạn, Kimble, Nichols, Renfro và Gerard bị khuất lấp bởi những túi đồ ở tầng giặt ủi, Gerard nói rằng ông đã biết được toàn bộ âm mưu của Nichols. Nghe thấy thế, Nichols làm Renfro bị thương và lấy khẩu súng của anh ta, Nichols sau đó cố gắng bắn Gerard, nhưng đã bị Kimble tấn công từ phía sau, khiến Nichols bất tỉnh. Kimble được minh oan và được Gerard áp giải đi khỏi hiện trường.

## Các diễn viên

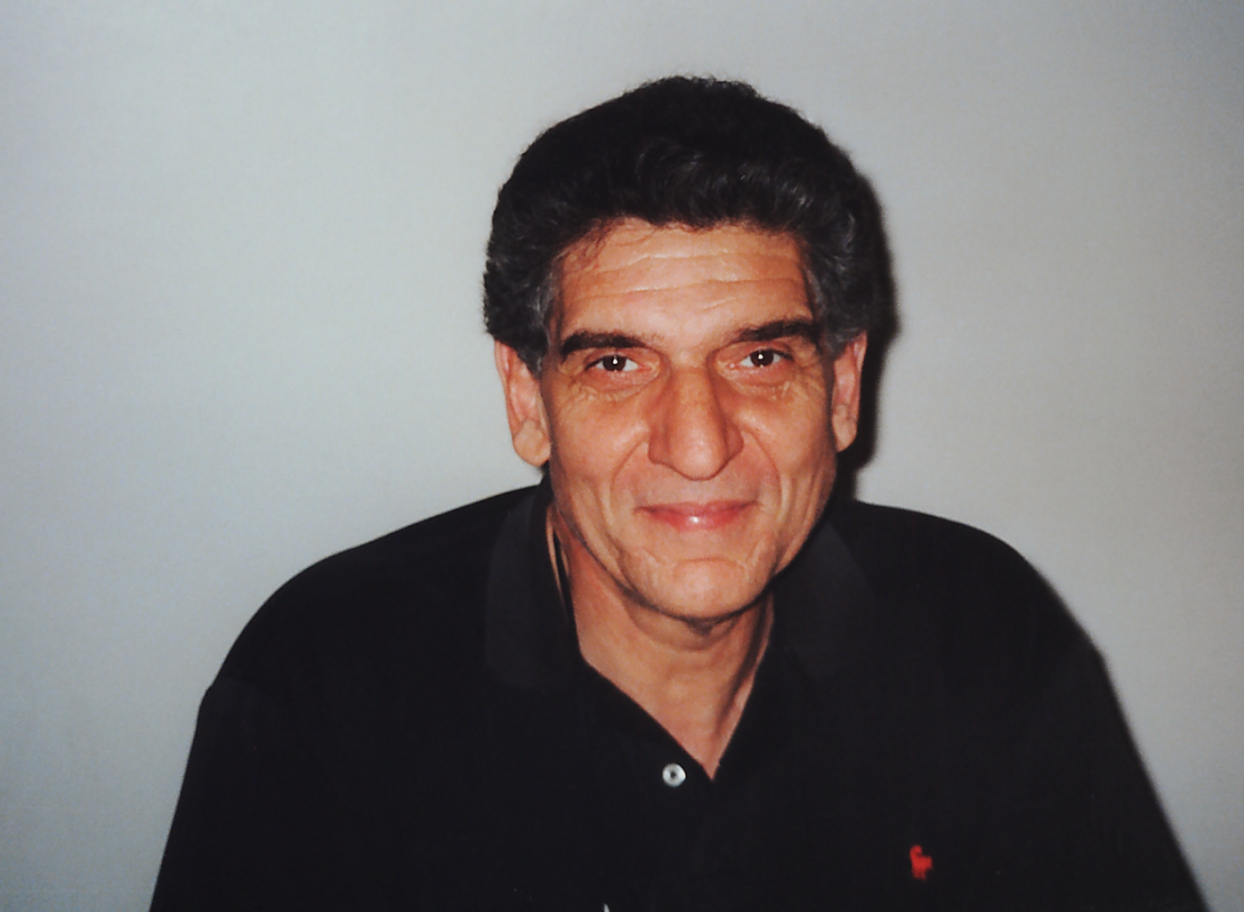
Diễn viên Andreas Katsulas, người nhận vai Frederick Sykes - Sát thủ một tay.

- Harrison Ford vai Bác sĩ Richard Kimble
- Tommy Lee Jones vai Đặc vụ Samuel Gerard
- Sela Ward vai Helen Kimble
- Joe Pantoliano vai Cosmo Renfro
- Andreas Katsulas vai Frederick Sykes
- Jeroen Krabbé vai Bác sĩ Charles Nichols
- Daniel Roebuck vai Robert Biggs
- Tom Wood vai Noah Newman
- L. Scott Caldwell vai Erin Poole
- Julianne Moore vai Bác sĩ Anne Eastman
- Ron Dean vai Kelly
- Joseph Kosala vai Rosetti
- Jane Lynch vai Bác sĩ Kathy Wahlund

## Sản xuất

### Quay phim
Các khu vực quay phim thay đổi bao gồm Cherokee, North Carolina, Tennessee, Chicago, Illinois và Dillsboro. Mặc dù gần một nửa của bộ phim được quay ở vùng nông thôn Illinois, một phần lớn cảnh chính đã quay tại Jackson County, North Carolina trong dãy núi Smoky lớn. Cảnh liên quan đến xe buýt vận chuyển tù Kimble và một xác tàu vận chuyển hàng hóa được quay dọc theo Great Smoky Mountains Railroad, bên ngoài Dillsboro, Bắc Carolina. Người đi tham quan trên tuyến đường sắt này vẫn có thể nhìn thấy đống đổ nát trên đường ra của kho bãi Dillsboro. Cảnh trong bệnh viện sau khi Kimble trốn thoát ban đầu được quay tại Bệnh viện Harris khu vực trong Sylva, Bắc Carolina. Cheoah Dam, Deals Gap là vị trí của cảnh Kimble nhảy xuống thác nước.
Phần còn lại của bộ phim được quay ở Chicago, Illinois, bao gồm một số cảnh đập nước, đã được quay trong phần còn lại của đường hầm vận chuyển hàng hóa Chicago. Sykes, nhân vật sống trong khu phố Pullman lâu đời ở Chicago. Harrison Ford sử dụng bốt điện thoại trả tiền tại Pullman Pub, và cảnh ông trèo lên một cái thang lên mái nhà cổ rowhouses. Cảnh rượt đuổi quay tại phố Patrick's Day Parade, Thị trưởng Richard M. Daley và Tổng chưởng lý bang Illinois, Roland Burris được quay trong các vai quần chúng.

### Âm nhạc
Nhạc phim được biên soạn bởi James Newton Howard. Hãng Elektra Records phát hành một album gồm các lựa chọn từ các bản ghi ngày 31 tháng 8 năm 1993. La-La Land Records cũng phát hành đĩa 2, phiên bản mở rộng và những bài nhạc đã chọn lọc, hơn 60 phút của nhạc phim trước đây chưa được phát hành (bài hát từ nhạc phim, và các đoạn khác).
| Những bài nhạc trong phim The Fugitive 1993: Disc 1 | Những bài nhạc trong phim The Fugitive 1993: Disc 1 | Những bài nhạc trong phim The Fugitive 1993: Disc 1 |
| STT                                                 | Nhan đề                                             | Thời lượng                                          |
| --------------------------------------------------- | --------------------------------------------------- | --------------------------------------------------- |
| 1.                                                  | "Main Title"                                        | 3:50                                                |
| 2.                                                  | "The Trial"                                         | 4:31                                                |
| 3.                                                  | "The Bus"                                           | 4:56                                                |
| 4.                                                  | "The Hand/The Hunt/The Tow truck"                   | 4:04                                                |
| 5.                                                  | "The Hospital"                                      | 4:06                                                |
| 6.                                                  | "Helicopter Chase"                                  | 4:49                                                |
| 7.                                                  | "The Sewer"                                         | 4:24                                                |
| 8.                                                  | "Kimble in the River"                               | 1:52                                                |
| 9.                                                  | "The Dream/Kimble Dyes his Hair"                    | 2:45                                                |
| 10.                                                 | "Copeland Bust"                                     | 1:59                                                |
| 11.                                                 | "Kimble Calls his Lawyer/No Press"                  | 1:57                                                |
| 12.                                                 | "Kimble Returns to Hospital"                        | 3:06                                                |
| 13.                                                 | "The Montage/Cops Bust the Boys/Computer Search"    | 6:50                                                |
| 14.                                                 | "Kimble Saves the Boy"                              | 2:54                                                |
| 15.                                                 | "Gerard Computes"                                   | 1:49                                                |
| 16.                                                 | "The Courthouse/Stairway Chase"                     | 6:13                                                |
| 17.                                                 | "Cheap Hotel/Sykes' Apartment"                      | 4:37                                                |
| Tổng thời lượng:                                    | Tổng thời lượng:                                    | 64:52                                               |

| Những bài nhạc trong phim The Fugitive 1993: Disc 2 | Những bài nhạc trong phim The Fugitive 1993: Disc 2   | Những bài nhạc trong phim The Fugitive 1993: Disc 2 |
| STT                                                 | Nhan đề                                               | Thời lượng                                          |
| --------------------------------------------------- | ----------------------------------------------------- | --------------------------------------------------- |
| 1.                                                  | "Kimble Calls Gerard"                                 | 2:37                                                |
| 2.                                                  | "Memorial Hospital/It's Not Over Yet"                 | 3:03                                                |
| 3.                                                  | "See a Friend/Sykes Marks Kimble"                     | 2:12                                                |
| 4.                                                  | "This is My Stop/El Train Fight"                      | 4:02                                                |
| 5.                                                  | "The Hotel"                                           | 2:42                                                |
| 6.                                                  | "Roof Fight Pt. 1/Roof Fight Pt. 2/Nichols Reappears" | 3:52                                                |
| 7.                                                  | "The Elevator/The Laundry Room"                       | 4:58                                                |
| 8.                                                  | "It's Over/End Credits"                               | 5:40                                                |
| 9.                                                  | "The Fugitive Theme"                                  | 3:04                                                |
| 10.                                                 | "Kimble Dyes His Hair"                                | 4:23                                                |
| 11.                                                 | "No Press"                                            | 4:57                                                |
| 12.                                                 | "No Press (Alternate)"                                | 0:45                                                |
| 13.                                                 | "No Press (No Sax)"                                   | 1:31                                                |
| 14.                                                 | "Cops Bust The Boys (Alternate)"                      | 1:09                                                |
| 15.                                                 | "Computer Search (No Sax)"                            | 2:49                                                |
| 16.                                                 | "Roof Fight Pt. 1 (Less Percussion)"                  | 1:57                                                |
| 17.                                                 | "Roof Fight Pt. 2 (Less Orch Verb)"                   | 1:17                                                |
| 18.                                                 | "Helicopter Chase/The Sewer (Synth Demos)"            | 7:44                                                |
| 19.                                                 | "Piano End credits"                                   | 2:47                                                |
| Tổng thời lượng:                                    | Tổng thời lượng:                                      | 61:29                                               |

## Phát hành đĩa
Sau khi công chiếu trên rạp chiếu phim, DVD bản màn hình rộng được phát hành tại Mỹ vào ngày 26 tháng 3 năm 1997. Một phiên bản đặc biệt khác phát hành vào ngày 5 tháng 6 năm 2001 cùng với một phiên bản HD vào ngày 23 tháng 5 năm 2006. Đồng thời, vào ngày 8 tháng 9 năm 2009, một biến thể đóng gói lại màn ảnh rộng cũng đã được phát hành, tính năng đặc biệt cho DVD bao gồm những cảnh quay đằng sau hậu trường, âm thanh bình luận của Tommy Lee Jones và đạo diễn Andrew Davis, giới thiệu với các ngôi sao của bộ phim và những người chịu trách nhiệm sản xuất, và đoạn trailer (quảng cáo phim).
Một phiên bản Blu-ray HD màn ảnh rộng phục hồi được phát hành vào ngày 26 tháng 9 năm 2006. Tính năng đặc biệt bao gồm bình luận của Tommy Lee Jones và đạo diễn Andrew Davis, hai cảnh hậu kỳ, và trailer.
Jeanne Kalogridis đã thiết kế một loạt các hình bìa (bìa DVD, Blu-ray hoặc bìa Lệnh truy nã Kimble.v.v...) của bộ phim. Cô đã đưa lên các ý chính của kịch bản gốc, kể về một bác sĩ bị buộc tội oan sai, trong khi bị truy nã không ngừng của cảnh sát liên bang.

## Đánh giá
Trong số các nhà phê bình chính tại Mỹ, bộ phim đã nhận được đánh giá tích cực. Rotten Tomatoes đánh giá 94% của 53 nhà phê bình, với điểm trung bình là 7,6 trên 10. Tại Metacritic, The Fugitive nhận được số điểm 86% tích cực dựa trên 49 đánh giá.

## Doanh thu
The Fugitive có doanh số cao ở các rạp phim tại Mỹ, thu về 23.758.855 USD trong tuần đầu công chiếu và giữ vị trí hàng đầu trong sáu tuần. Cuối cùng, ước tính doanh số khoảng 183.875.760 USD tại Mỹ, và 185,000,000 USD ở ngoài Mỹ. Tổng cộng doanh thu trên toàn thế giới là 368.875.760 USD.

## Phần tiếp theo
Jones nhập vai Gerard (cảnh sát liên bang của Mỹ) trong năm 1998 ở phần tiếp theo. Phần này, Gerard cũng kết hợp cùng đội của mình truy bắt một kẻ đào tẩu, nhưng không liên quan đến Kimble hoặc các sự kiện ban đầu của phim năm 1993.

## Giải thưởng
Bộ phim được đề cử và giành nhiều giải thưởng trong năm 1993-1994. Ý kiến chung của các nhà phê bình phim khác nhau, cho nó là một trong 10 bộ phim hay nhất hàng đầu trong năm đó, bao gồm cả Roger Ebert của báo Chicago Sun-Times đã xếp hạng cho nó là hạng 4 cho những phim hay của năm 1993. Bộ phim là một trong 100 phim cuốn hút nhất của Mỹ được liệt kê bởi Viện phim Mỹ.
| Giải thưởng                                                               | Hạng mục                                                                          | Ứng cử viên | Kết quả   |
| ------------------------------------------------------------------------- | --------------------------------------------------------------------------------- | --- | --------- |
| 1994 Giải Oscar lần thứ 66                                                | Giải Hình ảnh tốt nhất                                                            | Arnold Kopelson, Nhà sản xuất                                                                                       | Đề cử     |
| 1994 Giải Oscar lần thứ 66                                                | Nam diễn viên phụ xuất sắc nhất                                                   | Tommy Lee Jones | Đoạt giải |
| 1994 Giải Oscar lần thứ 66                                                | Quay phim xuất sắc nhất                                                           | Michael Chapman | Đề cử     |
| 1994 Giải Oscar lần thứ 66                                                | Biên tập phim xuất sắc nhất                                                       | Dennis Virkler, David Finfer, Dean Goodhill, Don Brochu, Richard Nord, Dov Hoenig                                   | Đề cử     |
| 1994 Giải Oscar lần thứ 66                                                | Nhạc phim hay nhất                                                                | James Newton Howard                                                                                                 | Đề cử     |
| 1994 Giải Oscar lần thứ 66                                                | Âm thanh tốt nhất                                                                 | Donald O. Mitchell, Michael Herbick, Frank A. Montaño, Scott D. Smith                                               | Đề cử     |
| 1994 Giải Oscar lần thứ 66                                                | Giải Oscar cho biên tập âm thanh xuất sắc nhất                                    | John Leveque, Bruce Stambler                                                                                        | Đề cử     |
| 1994 Giải thưởng Biên tập Điện ảnh thường niên của Hoa kỳ                 | Best Edited Feature Film (Dramatic) (Giải thưởng cho phim được viết lại kịch bản) | Dennis Virkler, Don Brochu, Dean Goodhill, Richard Nord, David Finfer                                               | Đề cử     |
| 1993 Giải thưởng thường niên của Hiệp hội các nhà quay phim Hoa Kỳ        | Theatrical Release                                                                | Michael Chapman | Đề cử     |
| 1994 Giải thường niên của Hiệp hội các tác giả và nhà xuất bản của Hoa Kỳ | Phim ăn khách nhất                                                                | James Newton Howard                                                                                                 | Đoạt giải |
| 1994 Giải thưởng Hàn lâm của Nhật Bản                                     | Phim nước ngoài hay nhất                                                          | ———— | Đề cử     |
| 1993 Giải thưởng Hàn lâm (điện ảnh) thứ 47 của Anh                        | Âm thanh                                                                          | John Leveque, Bruce Stambler, Becky Sullivan, Scott D. Smith, Donald O. Mitchell, Michael Herbick, Frank A. Montaño | Đoạt giải |
| 1993 Giải thưởng Hàn lâm (điện ảnh) thứ 47 của Anh                        | Nam diễn viên phụ năng động                                                       | Tommy Lee Jones | Đề cử     |
| 1993 Giải thưởng Hàn lâm (điện ảnh) thứ 47 của Anh                        | Biên kịch                                                                         | Dennis Virkler, David Finfer, Dean Goodhill, Don Brochu, Richard Nord, Dov Hoenig                                   | Đề cử     |
| 1993 Giải thưởng Hàn lâm (điện ảnh) thứ 47 của Anh                        | Các hiệu ứng đặc biệt tốt trong phim                                              | William Mesa, Roy Arbogast                                                                                          | Đề cử     |
| 1993 Giải thưởng thường niên của các nhà phê bình phim Chicago            | Hình ảnh đẹp nhất                                                                 | ———— | Đề cử     |
| 1993 Giải thưởng thường niên của các nhà phê bình phim Chicago            | Đạo diễn xuất sắc nhất                                                            | Andrew Davis | Đề cử     |
| 1993 Giải thưởng thường niên của các nhà phê bình phim Chicago            | Nam diễn viên phụ xuất sắc nhất                                                   | Tommy Lee Jones | Đề cử     |
| 1993 Giải thưởng Cinema Audio Society                                     | Thành tựu nổi bật trong trộn âm cho một phim truyện                               | Donald O. Mitchell, Michael Herbick, Frank A. Montaño, Scott D. Smith                                               | Đoạt giải |
| Giải thưởng đạo diễn tài năng 1993                                        | Đạo diễn xuất sắc nhất                                                            | Andrew Davis | Đề cử     |
| 1994 Giải thưởng Edgar (các phim có cốt truyện đặc biệt)                  | Best Motion Picture                                                               | Jeb Stuart, David Twohy                                                                                             | Đề cử     |
| 1994 Giải Quả cầu vàng thứ 51                                             | Best Director - Motion Picture                                                    | Andrew Davis | Đề cử     |
| 1994 Giải Quả cầu vàng thứ 51                                             | Diễn viên năng động trong phim                                                    | Harrison Ford | Đề cử     |
| 1994 Giải Quả cầu vàng thứ 51                                             | Nam diễn viên phụ năng động                                                       | Tommy Lee Jones | Đoạt giải |
| Giải phê bình phim của thành phố Kansas 1993                              | Nam diễn viên phụ năng động                                                       | Tommy Lee Jones | Đoạt giải |
| Giải thưởng của Hiệp hội phê bình phim L.A lần thứ 19 (1993)              | Nam diễn viên phụ xuất sắc                                                        | Tommy Lee Jones | Đoạt giải |
| Giải thưởng MTV Movie 1994                                                | Phim xuất sắc                                                                     | ———— | Đề cử     |
| Giải thưởng MTV Movie 1994                                                | Nam diễn viên chính năng động                                                     | Harrison Ford | Đề cử     |
| Giải thưởng MTV Movie 1994                                                | Bộ đôi nhân vật gây cuốn hút khán giả                                             | Harrison Ford, Tommy Lee Jones                                                                                      | Đoạt giải |
| Giải thưởng MTV Movie 1994                                                | Các pha hành động tốt nhất                                                        | Train Wreck | Đoạt giải |
| Giải thưởng của Hiệp hội phê bình phim quốc gia (Mỹ) 1993                 | Nam diễn viên phụ xuất sắc                                                        | Tommy Lee Jones | Đề cử     |
| Giải phê bình phim của Hiệp hội Đông Nam Mỹ 1993                          | Nam diễn viên phụ xuất sắc                                                        | Tommy Lee Jones | Đoạt giải |
| 1994 Giải thưởng Writers Guild của Mỹ                                     | Nội dung xuất sắc                                                                 | Jeb Stuart, David Twohy                                                                                             | Đề cử     |